# Gérard Gélineau-Larrivet
 (décembre 2011).
Si vous disposez d'ouvrages ou d'articles de référence ou si vous connaissez des sites web de qualité traitant du thème abordé ici, merci de compléter l'article en donnant les références utiles à sa vérifiabilité et en les liant à la section « Notes et références ».
Gérard Denis Léon Gélineau-Larrivet, né le 20 février 1936 à Paris 14e et mort le 23 mai 2023 à Chantepie (Ille-et-Vilaine), est un magistrat français, président honoraire de la chambre sociale de la Cour de cassation.
Il a été, de 2005 à 2011, président de la Commission pour l'indemnisation des victimes de spoliations intervenues du fait des législations antisémites en vigueur pendant l'Occupation (CIVS), organisme dépendant du Premier ministre.

## Biographie

### Études et formation
Gérard Gélineau-Larrivet est licencié en droit de la faculté de droit de Paris et diplômé de l'Institut de criminologie de Paris.

### Parcours professionnel
Il fut juge suppléant dans le ressort de la cour d'appel de Douai (1958-1959), puis juge au tribunal de grande instance de Saint-Omer (1959-1963).
Il a été nommé juge d'instruction au Tribunal de grande instance de Pontoise (1963-1970).
Il fut ensuite juge au Tribunal de grande instance de Paris (1970-1978) puis vice-président du tribunal de grande instance de Paris (1978-1981), avant d'être nommé conseiller à la Cour d'appel de Paris (1981-1987).
Il accède au grade de la hors-hiérarchie en étant nommé président de chambre à la cour d'appel de Paris (1987-1990), puis conseiller à la Cour de cassation, affecté à la première chambre civile (1990-1995).
Il fut ensuite président de la chambre sociale de la Cour de cassation de juillet 1995 à juillet 2001.

### Fonctions en tant que magistrat honoraire
Après son placement en retraite, il est nommé membre de la Commission pour l'indemnisation des victimes de spoliations intervenues du fait des législations antisémites pendant l'Occupation (CIVS) à partir de novembre 2001.
Il en devient président en remplacement de Pierre Drai du 10 septembre 2005 au 10 septembre 2011.

## Décorations
- Commandeur de la Légion d'honneur [réf. nécessaire]
- Commandeur de l'ordre national du Mérite [réf. nécessaire]

## Pour approfondir